# Любеля
Любе́ля —село в Україні, у Жовківській міській громаді Львівського району Львівської області.

## Історія
Село Любеля вперше згадується в історичних джерелах за 1649 рік, де йдеться про походи Б. Хмельницького на землі Західної України. Село складалось з таких присілків: Боровики, Бориси, Бутинці, Цюпка, Фігури, Кобрини, Ковалевські, Марушка, Мельники, Слуки, Свистуни, Соснина, Сташки, Забрід, Залози, Заполе.
Згідно з традицією, у селі існував монастир. 1767 збудована дерев'яна парафіяльна церква, яка 1831 року згоріла. Нову споруджено 1841 року. 1880 року здійснено ремонт. Наступна реконструкція 1934 року проведена за проєктом Євгена Нагірного. Церква дерев'яна, хрещата у плані, триверха. Увінчана цибулястими банями.
12 червня 2020 року, відповідно до розпорядження Кабінету Міністрів України № 718-р «Про визначення адміністративних центрів та затвердження територій територіальних громад Львівської області», село увійшло до складу Жовківської міської громади.
19 липня 2020 року, в результаті адміністративно-територіальної реформи та ліквідації Жовківського району, село увійшло до складу новоствореного Львівського району.

## Постаті
В поселенні народились:
- Суха Любов (1910—1988) — український етнограф, мистецтвознавець.
- Чернюх Віктор Ярославович (10.08.1990 - 12.11.2014) — солдат 80 ОАеМБр Збройних сил України, загинув у бою в районі с. Сокільники, суч. Сєвєродонецького району, Луганської області. Поховали захисника в с. Любеля.